# Алвареш
Алва́реш (порт. Alvares) — район (фрегезия) в Португалии, входит в округ Коимбра. Является составной частью муниципалитета Гойш. Находится в составе крупной городской агломерации Большая Коимбра. По старому административному делению входил в провинцию Бейра-Литорал. Входит в экономико-статистический субрегион Пиньял-Интериор-Норте, который входит в Центральный регион. Население составляет 1007 человек на 2001 год. Занимает площадь 98,66 км².
Покровителем района считается Левий Матфей (порт. São Mateus).